# Catharina Helena Dörrien
Catharina Helena Dörrien (née le 1er mars 1717 à Hildesheim et décédée le 8 juin 1795 à Dillenburg) était une botaniste et enseignante allemande, reconnue comme « la naturaliste germanophone la plus célèbre de l'époque »,. Elle était une artiste talentueuse qui a peint plus de 1 400 illustrations botaniques à l'aquarelle et a publié un catalogue de plantes de la Principauté d'Orange-Nassau en 1777. Elle a également été la première femme à nommer un taxon fongique.

## Jeunesse
Dörrien était la fille du pasteur Johann Jonas Dörrien et de Lucia Catharina (née Schrader) et était la deuxième de leurs quatre enfants. Le pasteur éduquait ses enfants à la maison, notamment en botanique. Dörrien a repris la direction de la maison familiale après la mort de sa mère en 1733, mais son père est décédé quatre ans plus tard.

## Carrière
Dörrien a quitté Hildesheim et a commencé à travailler comme gouvernante à Dillenburg pour son amie d'enfance Sophie Anna Blandina (née von Alers) en 1746, alors qu'elle avait 30 ans. Dörrien a d'abord peint pour le plaisir, mais a été encouragée par le mari de Sophie, Anton Ulrich von. Erath, pour créer une flore illustrée de la principauté d'Orange-Nassau. Dörrien a produit le catalogue en 1777, étant l'un des premiers Allemands à utiliser le système de classification linnéen. Dans le catalogue, elle a introduit deux variétés, devenant ainsi la première femme à nommer un taxon fongique.

## Honeurs
Dörrien était membre honoraire de nombreuses sociétés : membre honoraire de la Societatis Botanicae Florentinae (Société botanique de Florence, à partir de 1766), de la Gesellschaft Naturforschender Freunde zu Berlin (Société berlinoise des amis de la nature (en), à partir de 1776), première femme membre de la Berlinische Gesellschaft (Société de Berlin, à partir de 1776) et la Société botanique de Ratisbonne (à partir de 1790).
Doerriena, un genre des Stellaria media porte le nom de Dörrien.

## Lectures complémentaires
- (de) Regina Viereck, Zwar sind es weiblich Hände: Die Botanikerin und Pädagogin Catharina Helena Dörrien, 2000 (ISBN 9783593365800)